# Naturkundemuseum

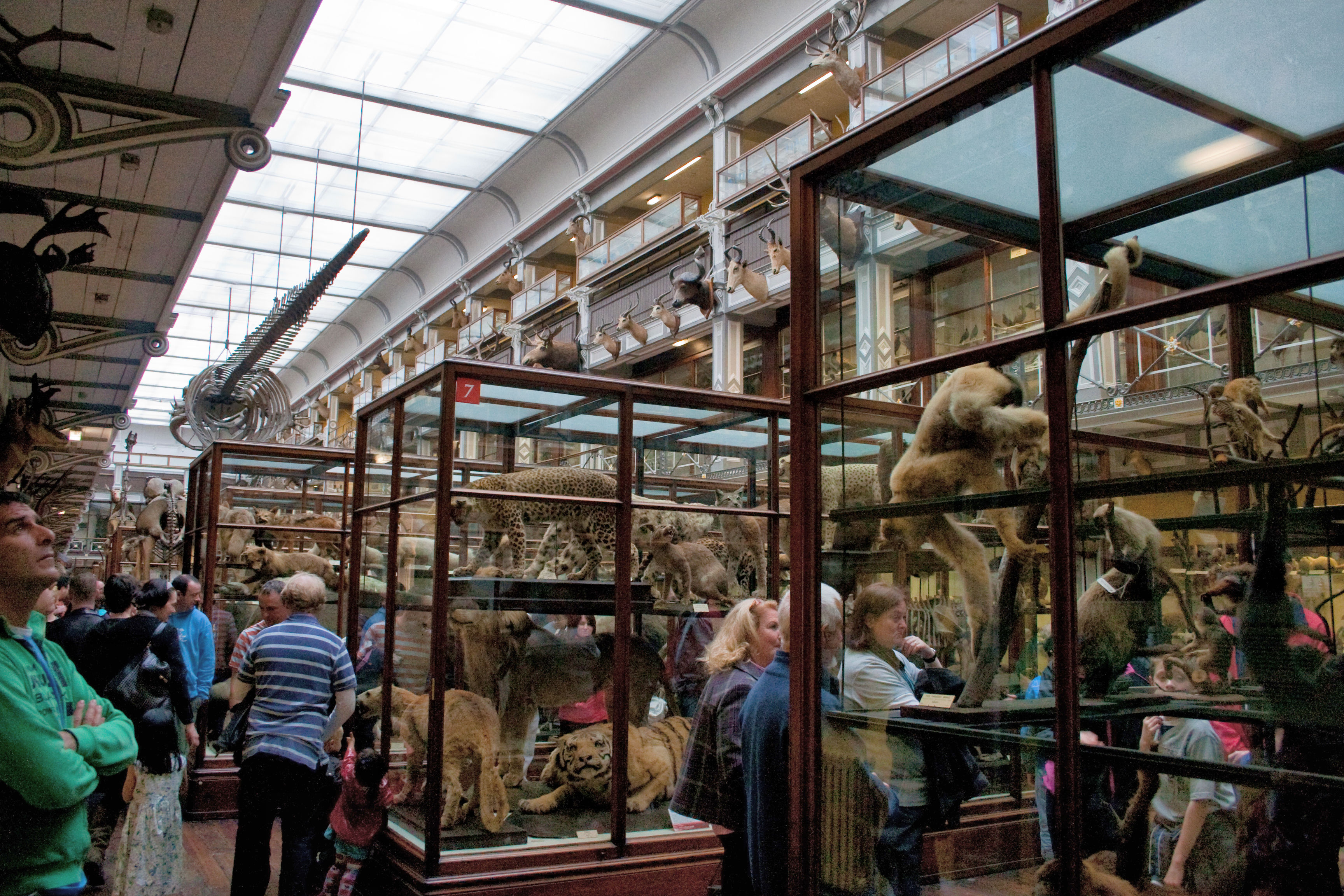
Das Naturhistorische Museum in Dublin, Irland

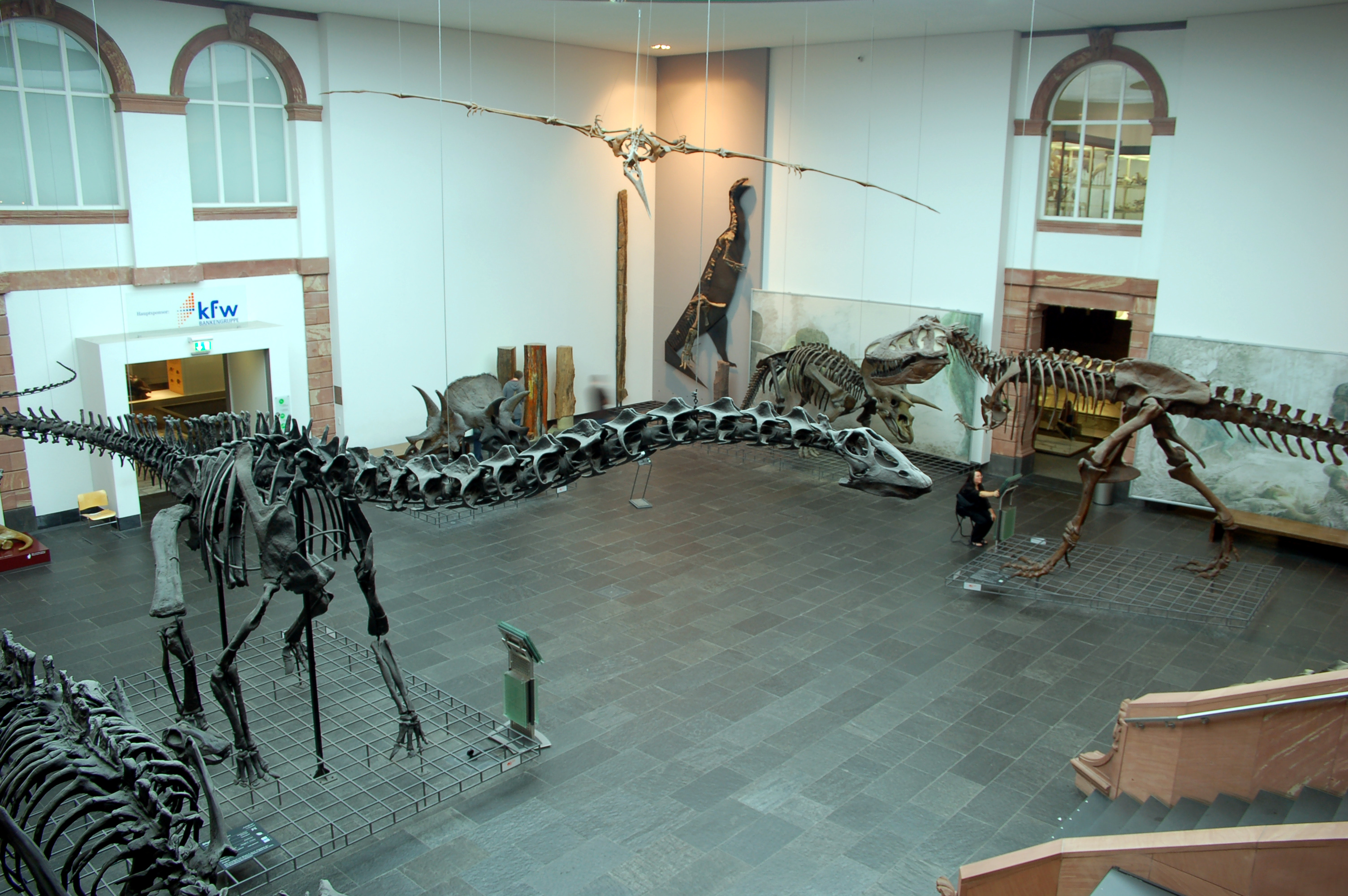
Der Dinosaurier-Lichthof des Senckenberg Naturmuseums in Frankfurt a. M.

Ein Naturkundemuseum oder naturhistorisches Museum ist eine gemeinnützige, dauerhafte öffentliche Einrichtung, in der Informationen und Zeugnisse der Natur gesammelt, bewahrt, erforscht und ausgestellt werden. Es dient ebenso wie andere Museen der Kultur- und Wissenschaftsförderung. Die größten Naturkundemuseen in Deutschland sind das Berliner Museum für Naturkunde, das Frankfurter Senckenberg Naturmuseum und das Bonner Zoologische Forschungsmuseum Alexander Koenig.

## Abgrenzung
Naturkundemuseen unterscheiden sich deutlich von den Wissenschaftszentren (Science Center), die ausschließlich Öffentlichkeitsarbeit leisten – ohne eigene Sammlungen und Forschung. Zu den klassischen Sammelgebieten gehören die Geologie und Mineralogie, die Paläontologie (Erdgeschichte), die Botanik, die Zoologie, aber auch oft die Ethnologie (Völkerkunde). Die immensen Sammlungsbestände erklären sich bereits aus der Tatsache, dass heute mehr als zwei Millionen unterschiedliche Arten von Lebewesen bekannt sind. Naturkundemuseen gehören zu den meistbesuchten Institutionen der Kultur weltweit.

## Geschichte

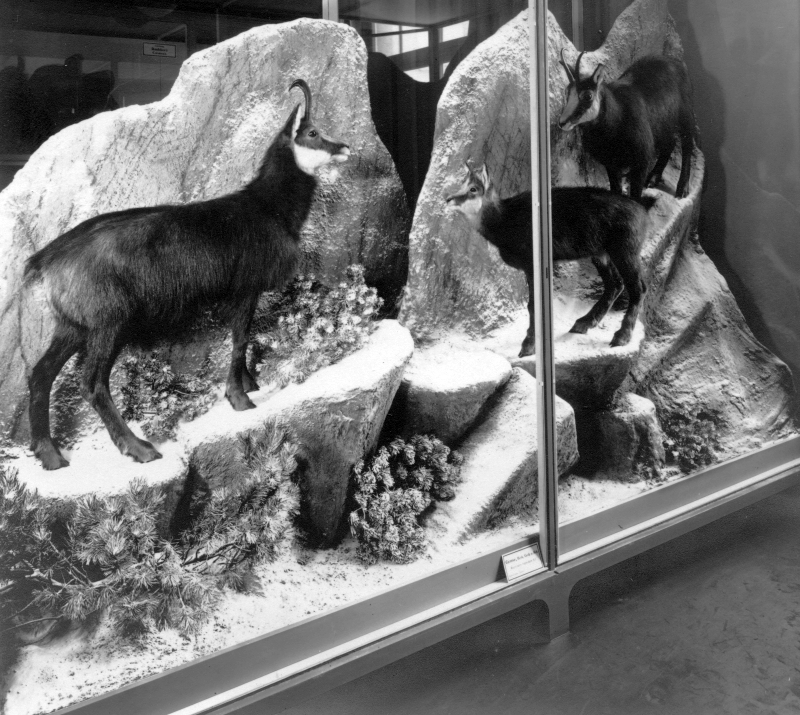
Ökologie der Gebirge, Museum Wiesbaden, 1924

Die historischen Wurzeln gehen zurück auf die Sammlungen von Fürsten (Naturalienkabinette), auf akademische Sammlungen der Universitäten und Lehranstalten und Sammlungen der naturwissenschaftlichen Vereine. Mit dem Erstarken des Bürgertums, den ersten großen Forschungsreisen, der Industrialisierung und der nun die Gesellschaft stark beeinflussenden Wissenschaft kommt es im 19. Jahrhundert zur Gründung zahlreicher naturwissenschaftlicher Museen. Bis in die 1920er-Jahre hinein erlebten diese Museumssparte einen immensen Zuwachs, wohingegen seit Mitte des 20. Jahrhunderts in Europa eine Reduktion und Mittelkürzung in fast allen Häusern stattfindet. Insbesondere in Nordamerika werden Naturkundemuseen noch heute stark gefördert.
Die Art und Weise der Ausstellungen hat sich seit dem Ende des 19. Jahrhunderts deutlich geändert. Ursprünglich sollten von allen Naturobjekten repräsentative Vertreter in der Sammlung vorhanden sein und auch gezeigt werden. Daher waren wissenschaftliche Sammlungen und Schausammlungen noch vereint. Da insbesondere durch den zunehmenden Handel und die zahlreichen Forschungsreisen der Umfang des Sammlungsgutes so sehr zunahm, dass er unmöglich permanent in den Ausstellungen zu sehen sein konnte, begann man mit der Trennung von Sammlung und Ausstellung. Darüber hinaus gewannen in dieser Zeit noch heute aktuelle Themen an Bedeutung, die die ursprünglich rein systematisch aufgebauten Ausstellungen erst ergänzten, später sogar ablösten. Zu den wichtigsten Themen zählten nun die Biogeographie und die Ökologie. Damit wurde das Naturkundemuseum auch ein Erlebnisort, der meist exotische Orte und deren Lebenswelt präsentierte. Insbesondere in der zweiten Hälfte des 20. Jahrhunderts wurde zunehmend Wert auf eine gute Besucherführung, auf didaktisch aufbereitete Präsentationen und multimedialen Einsatz gelegt. Auch etablieren sich zunehmend Sonderformen des Naturkundemuseums, wie die gleichzeitige Präsentation von lebenden Tieren in den Ausstellungen (z. B. Löbbecke Museum & Aquazoo in Düsseldorf). Es gibt aber auch rückwärtsgerichtete Tendenzen, wie beispielsweise die neue Ausstellung im Muséum national d’histoire naturelle in Paris, die deutlich Aspekte des Naturalienkabinetts aufgreift.

## Aufgaben

### Sammeln und Bewahren

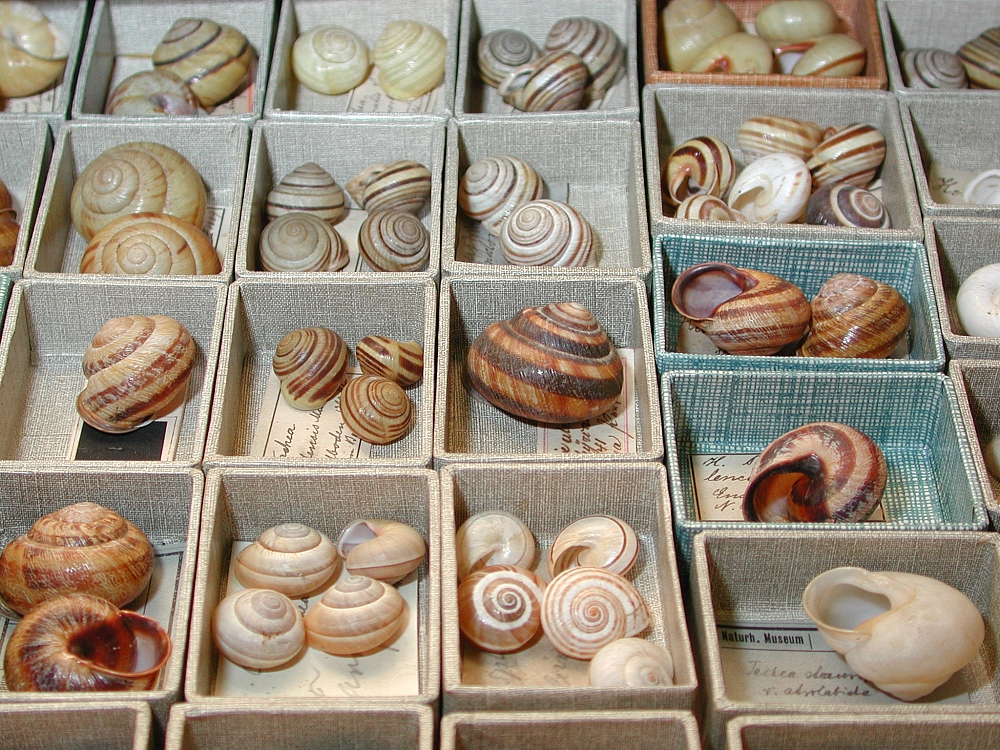
Schneckensammlung im Museum Wiesbaden

Die Naturkundemuseen bewahren Naturobjekte in immenser Anzahl. Diese dienen der Wissenschaft als Belegstücke und Forschungsgrundlage. Besonders bedeutsam sind dabei die sogenannten Typus-Exemplare, nach denen Erstbeschreibungen erfolgten. Die Bewahrung ist insbesondere deshalb so kompliziert, da es sich überwiegend um organische Materialien handelt, die von Natur aus verderben. Daher müssen diese zuvor präpariert und konserviert werden. Außerdem müssen diese Sammlungen vor ungünstigen klimatischen Bedingungen und vor Schädlingen (meist Insekten) geschützt sein. Dabei sind Kuratoren, Präparatoren und Sammlungstechniker auch darum bemüht, die Sammlungen in entsprechender Ordnung aufzubauen – meist systematisch.

### Öffentlichkeitsarbeit

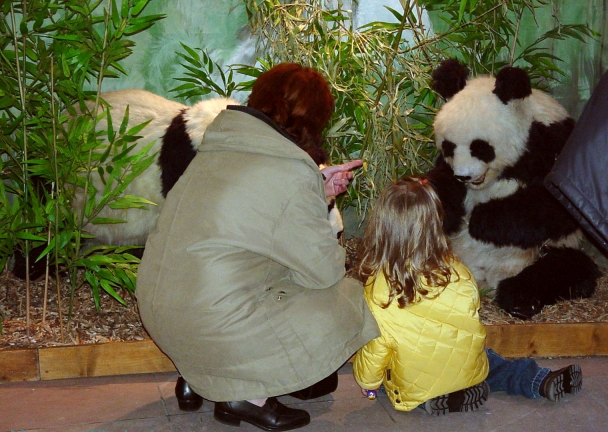
Ausstellungen

Neben dem Angebot von Führungen und Vorträgen werden von Museen Ausstellungen der Öffentlichkeit präsentiert. Dabei sind Dauer- von Sonderausstellungen zu unterscheiden. Letztere haben in den vergangenen Jahrzehnten eine zunehmende Bedeutung erfahren. Die Naturkundemuseen kommen damit auch ihrem Bildungsauftrag nach, sind sie doch überwiegend in öffentlicher Hand. Positiv ist dabei der hohe Anteil an jungen Besuchern, die Dank attraktiverer Präsentationsformen, aber auch spektakulärer Exponate den Weg in diese Kultureinrichtung finden.

### Forschung

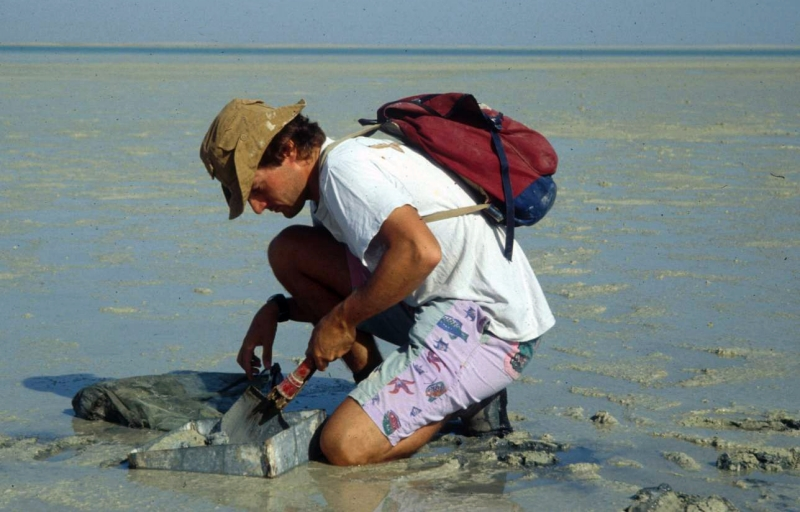
Forschung vor Ort

Klassischerweise sind die an Naturkundemuseen als Kuratoren beschäftigten Wissenschaftler Systematiker in ihrer jeweiligen Disziplin. Dies ist durch ihre Tätigkeit in den Sammlungen begründet. Sie betreiben so beispielsweise in der Biologie phylogenetische Studien oder schreiben an Revisionen bestimmter Tiergruppen (Taxa). Da diese Fachgebiete zunehmend an europäischen Universitäten verlorengehen, kommt den Museumswissenschaftlern heute eine noch größere Bedeutung für den Erhalt unserer natürlichen Umwelt zu. Nur dank dieser Auswahl an systematisch arbeitenden Wissenschaftlern kann ein beträchtlicher Anteil der uns heute bekannten Welt des Lebens verstanden und weiter erforscht werden. Zahlreiche Museen kooperieren mit Universitäten beziehungsweise sind selbst Bestandteil dieser Forschungseinrichtungen. Darüber hinaus stellen die Naturkundemuseen ihre Sammlungen als Datenbasis der Forschung zur Verfügung.